# Фрежюс (автомобільний тунель)
Дорожній тунель Фрежюс — тунель, що сполучає Францію та Італію. Пролягає під перевалом Фрежюс у Коттійських Альпах між Моданом у Франції та Бардонеккією в Італії. Це один із головних трансальпійських транспортних шляхів між Францією та Італією, який використовується для 80% комерційних автомобільних перевезень.
Будівництво 13 кілометрового тунелю розпочалось в 1974 році, він був введений в експлуатацію 12 липня 1980 року, що призвело до закриття автобусного маршруту в залізничному тунелі Фрежус. Це коштувало 2 млрд франків (еквівалент 700 млн євро в цінах 2005 року). Це тринадцятий за довжиною автомобільний тунель у світі.
Французькою секцією керує французька компанія SFTRF, а італійською – італійська компанія SITAF. (Французький політик П'єр Дюма був головою SFTRF з 1962 по 1989 рік). До тунелю можна дістатися з боку Італії по автомагістралі A32 Турин — Бардонекк'я або по SS335 від Улькса, яка з'єднується з SS24 («del Monginevro») і досягає Бардонеккія через 20 кілометрів. З французького боку до нього можна дістатися по  («l'Autoroute de la Maurienne») з Ліона та Шамбері. За весь рух стягується плата. За перші 20 років через тунель проїхало понад 20 мільйонів автомобілів. 

## Безпека
Після великої пожежі в тунелі Монблан у 1999 році на початку 2000 року було вжито заходів для підвищення безпеки в тунелі. Було впроваджене сурове обмеження швидкості в 70 км/год., та безпечна дистанція в 150 м., між транспортними засобами. Тунель обладнали новітніми датчиками диму та полум'я, а також системою відеокамер у тунелі для визначення швидкості руху, а також вогню та диму. Датчики температури були встановлені на коротких відстанях по всьому тунелю, контролюючись з центрального пункту управління. Через кожні 130 метрів встановлено пожежні гідранти, які живляться з великих резервуарів для води. Уздовж тунелю розташовано 11 пунктів безпеки, обладнаних телефонами та гучномовцями, підключеними до диспетчерської, з окремим вентиляційним каналом для подачі свіжого повітря. Вони відокремлені від головного тунелю двома протипожежними дверима. Зовнішні двері закриваються автоматично, коли температура в тунелі досягає певного рівня. Нарешті, на кожному вході є система «термічних воріт», щоб ідентифікувати будь-які перегріті транспортні засоби.
Незважаючи на ці заходи, 4 червня 2005 року пожежа спричинила загибель двох словацьких водіїв вантажівки та закриття тунелю для руху на кілька тижнів. 4 серпня 2005 року він знову відкрився для автомобілів, а пізніше для комерційних транспортних засобів. Тунель також був ненадовго закритий через несмертельні пожежі 9 січня 2007 року, 29 листопада 2010 року та 10 квітня 2014 року.

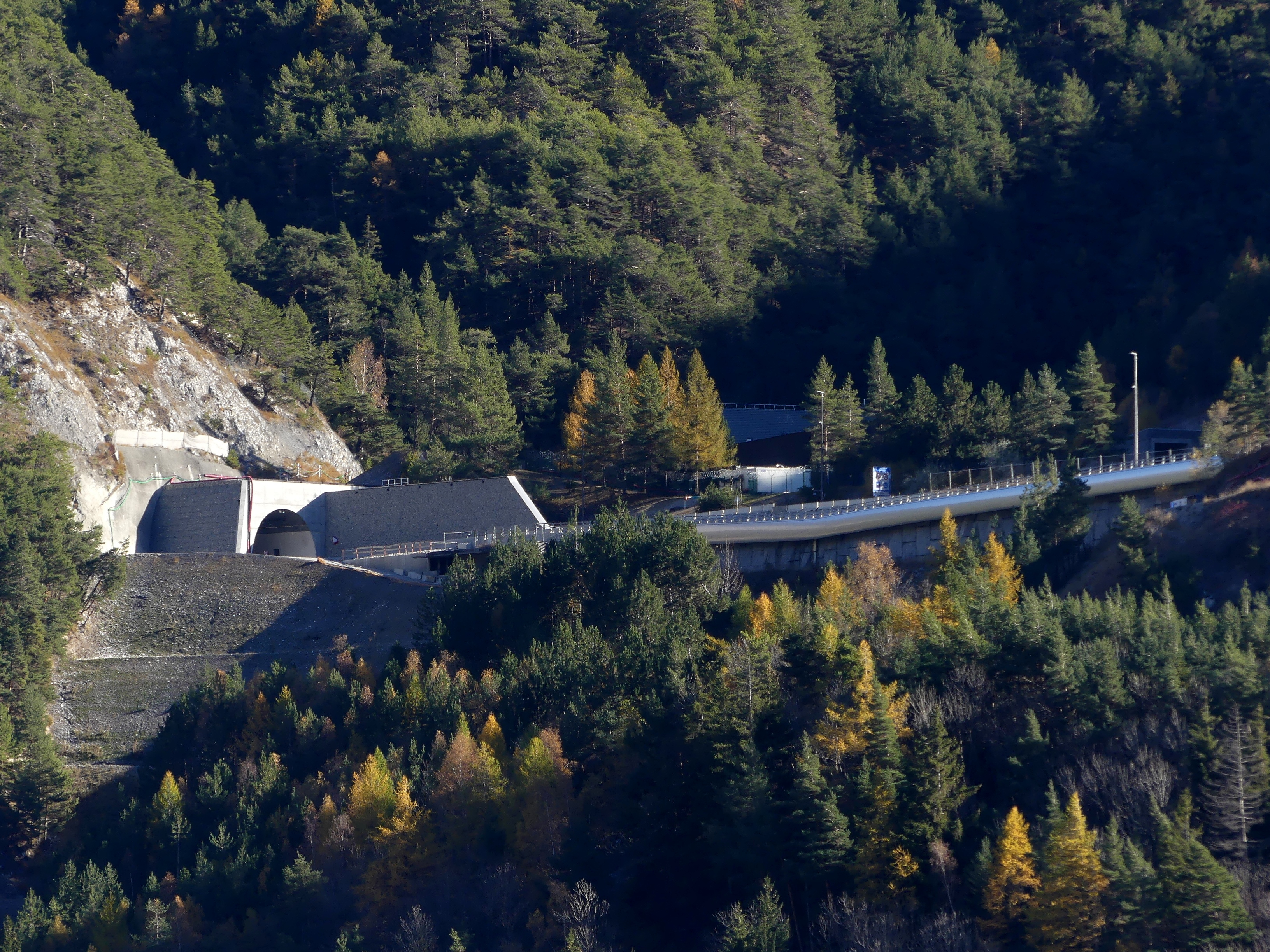
Друга свердловина у Франції у 2021 році, за кілька місяців до відкриття

## Підземна лабораторія Фрежюс
Поруч із серединою розташована Laboratoire Souterrain de Modane (також відома як підземна лабораторія Фрежюс). На цьому сайті розміщена Обсерваторія Нейтрино Етторе Майорана (експеримент NEMO), міжнародна співпраця вчених, які шукають подвійний бета-розпад без нейтрин. Спостереження подвійного бета-розпаду без нейтрино було б доказом того, що нейтрино є частинками Майорани, і їх можна було б використовувати для вимірювання маси нейтрино. Тривають спроби побудувати більшу лабораторію або в тому самому тунелі, або в навіть глибшому Ліоні Турин Ферровіер 15 км на схід.